# Pont Rouelle
Il pont Rouelle è un ponte ferroviario di Parigi che attraversa la Senna tra i due ponti stradali pont de Grenelle e ponte di Bir-Hakeim unendo il  XVI arrondissement al XV. Esso è costituito in realtà da più parti, distinte anche costruttivamente, poiché passa attraverso l'Île aux Cygnes. Su di esso transita la linea C della rete espressa regionale dell'Île-de-France.

## Storia
Il ponte fu costruito in occasione dell'Esposizione universale del 1900, dismesso nel 1937 e riportato in uso nel 1988.

## Origine del nome
Il ponte deve il proprio nome alla rue Rouelle, così denominata in onore del chimico francese Guillaume-François Rouelle, che è una via del XV arrondissement allineata all'asse della parte del ponte che attraversa il braccio destro del fiume fra la riva destra e l'Île aux Cygnes, tenendo conto che la parte della via tra il quai de Grenelle e la rue Emériau è denominata place de Brazzaville.

## Caratteristiche
Il ponte è composto di parti costruttivamente molto diverse fra loro: sulla riva destra un arco in muratura scavalca la via sulla riva; la parte che oltrepassa il ramo destro del fiume è composto di una sola luce, a cavallo su un arco metallico senza pilastri intermedi, formando una variante di ponte bowstring; la parte che attraversa l'Île aux cygnes scavalca il viale pedonale con un piccolo arco in pietra; la parte che attraversa il ramo sinistro della Senna è in metallo e poggia su due pilastri immersi nella Senna.

## Galleria di fotografie

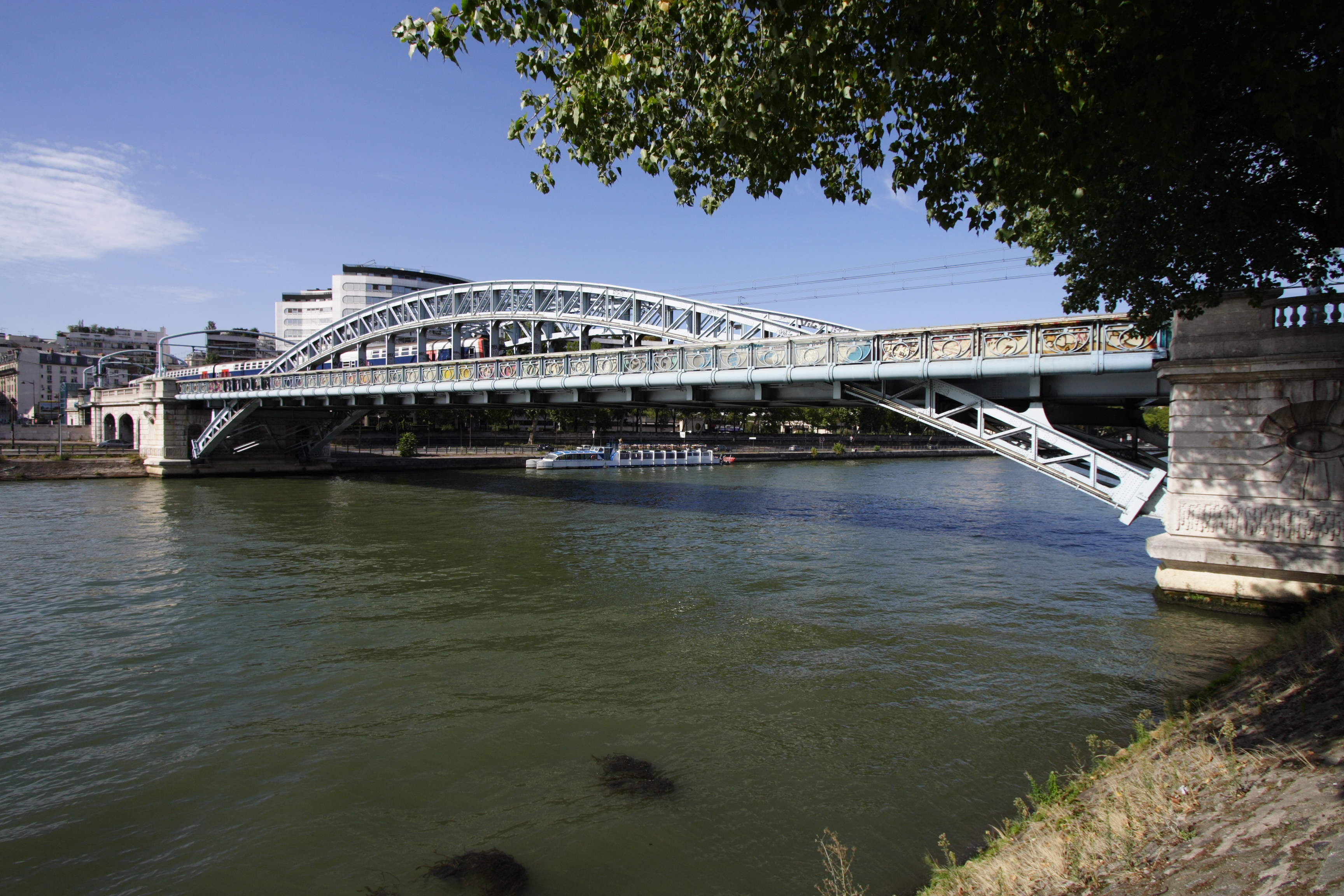
Parte del ponte tra l'île aux Cygnes e il XVI arrondissement.
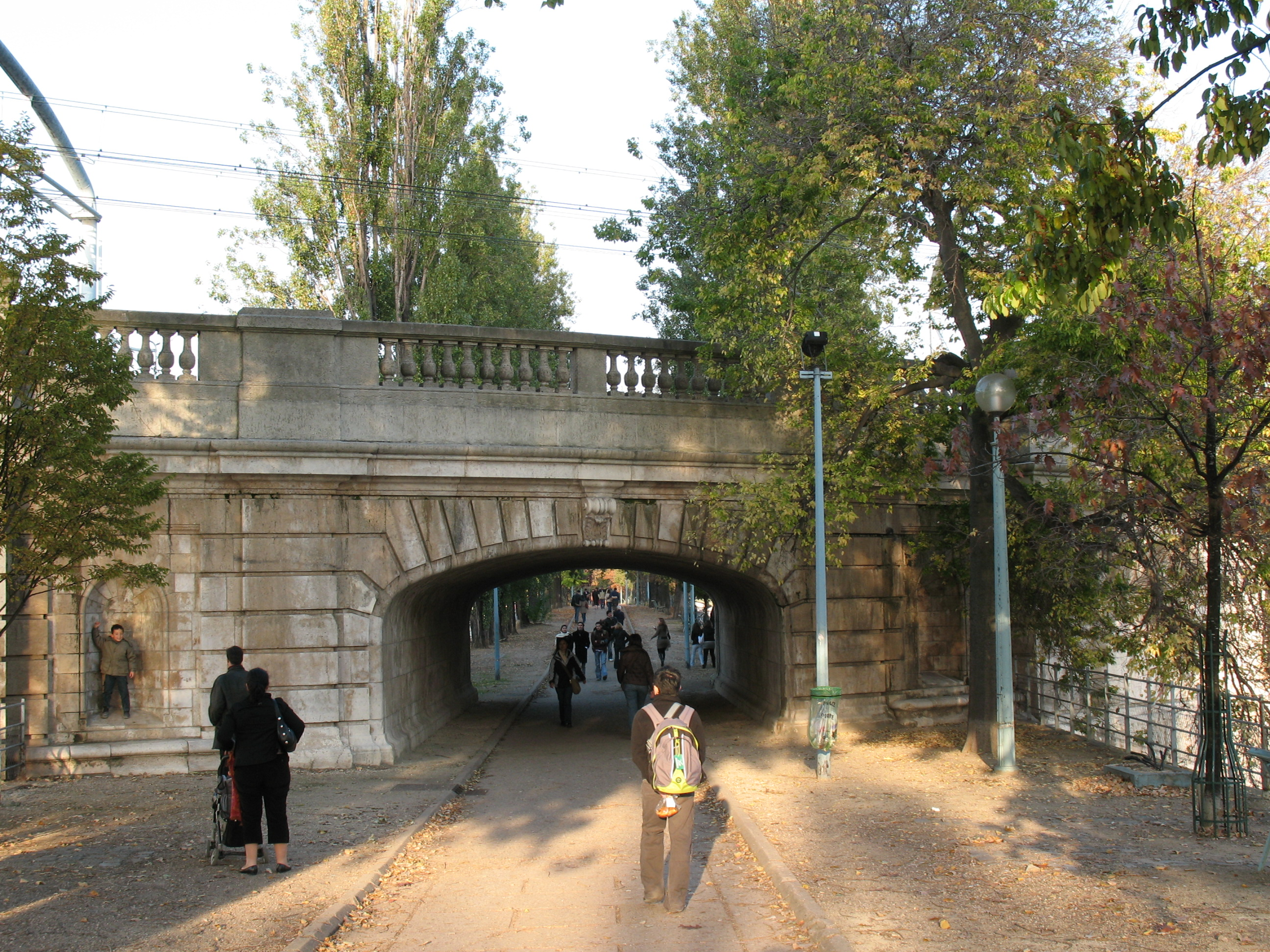
L'attraversamento dell'Île aux Cygnes
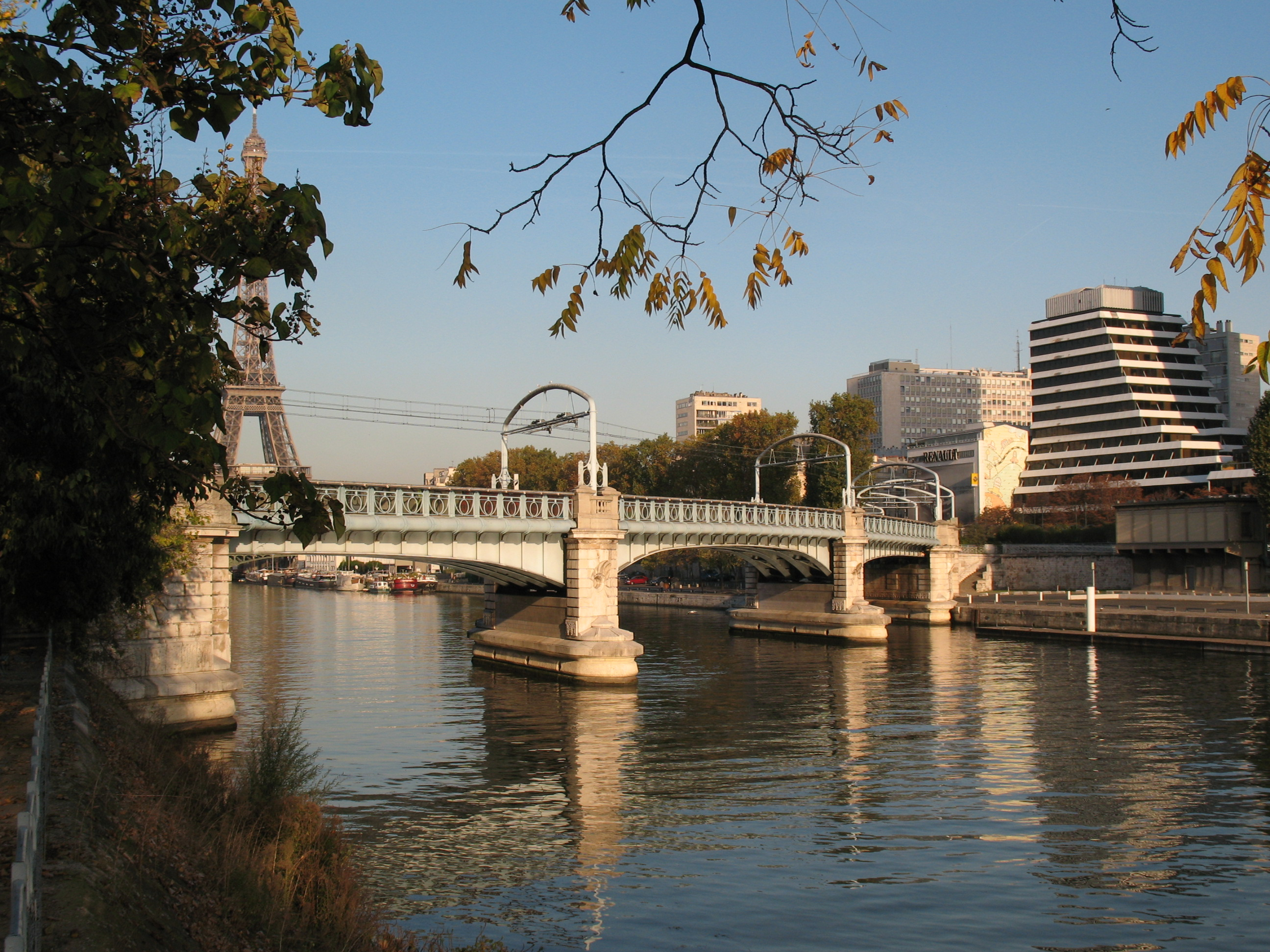
L'attraversamento del ramo sinistro della Senna